# فهرست معاونان رئیس‌جمهور کلمبیا
این صفحه فهرست معاونان رئیس‌جمهور کلمبیا است.

## معاونان رئیس‌جمهور ایالات مستقل

### ایالت آنتیوکیا
| # | تصویر               | نام                                 | از           | تاریخ تحویل گرفتن دفتر | تاریخ ترک کردن دفتر | حزب | رئیس‌جمهور(ان)                                          | منابع |
| - | ------------------- | ----------------------------------- | ------------ | ---------------------- | ------------------- | --- | ------------------------------------------------------ | ----- |
| 1 | Pantaleón de Arango | پانتالئون د آرانگو گونزالز د بوستوس | بخش انتیوکیا | ۳۰ اکتبر ۱۸۱۱          | ۷ فوریه ۱۸۱۳        |     | خوزه آنتونیو گومز لوندونو/خوزه میگوئل د راسترپو پوئرتو |       |

### ایالت کوندینامارکا
| # | تصویر               | نام                             | از     | تاریخ تحویل گرفتن دفتر | تاریخ ترک کردن دفتر | حزب | رئیس‌جمهور(ان)     | منابع |
| - | ------------------- | ------------------------------- | ------ | ---------------------- | ------------------- | --- | ----------------- | ----- |
| 1 | Pantaleón de Arango | خوزه ماریا دومینگوئز دل کاستیلو | بوگوتا | ۴ اوت ۱۸۱۱             | ۲۱ سپتامبر ۱۸۱۱     |     | جورج تادیو لوزانو | [ ۱ ] |

### ایالت کارتاژنا د ایندیاز
| # | تصویر                    | نام                   | از      | تاریخ تحویل گرفتن دفتر | تاریخ ترک کردن دفتر | حزب | رئیس‌جمهور(ان)     | منابع |
| - | ------------------------ | --------------------- | ------- | ---------------------- | ------------------- | --- | ----------------- | ----- |
| 1 | Manuel Rodríguez Torices | مانوئل رودریگز توریسس | بولیوار | ۲۱ ژانویه ۱۸۱۲         | ۱ آوریل ۱۸۱۲        |     | خوزه ماریا دل ریل | [ ۲ ] |

## معاونان رئیس‌جمهور استان‌های متحد گرانادای جدید (۱۸۱۶–۱۸۱۲)
| # | تصویر                    | نام                   | از           | تاریخ تحویل گرفتن دفتر | تاریخ ترک کردن دفتر | حزب | رئیس‌جمهور(ان)             | منابع |
| - | ------------------------ | --------------------- | ------------ | ---------------------- | ------------------- | --- | ------------------------- | ----- |
| 1 | Manuel Rodríguez Torices | مانوئل رودریگز توریسس | بولیوار      | ۱۵ نوامبر ۱۸۱۵         | ۱۴ مارس ۱۸۱۶        |     | کامیلو تورس تنوریو        | [ ۲ ] |
|   |                          | خالی                  |              | ۱۴ مارس ۱۸۱۶           | ۳۰ ژوئن ۱۸۱۶        |     | خوزه فرناندز مادرید       |       |
| 2 | Liborio Mejía Gutiérrez  | لیبوریو مجیا          | بخش انتیوکیا | ۳۰ ژوئن ۱۸۱۶           | ۱۰ ژوئیه ۱۸۱۶       |     | کاستودیو گارسیا روویرا    | [ ۳ ] |
|   |                          | خالی                  |              | ۱۰ ژوئیه ۱۸۱۶          | ۱۶ سپتامبر ۱۸۱۶     |     | لیبوریو مجیافرناندو سرانو |       |
|   |                          | منسوخ شد              |              | ۱۶ سپتامبر ۱۸۱۶        | ۱۷ دسامبر ۱۸۱۹      |     |                           |       |

## معاونان رئیس‌جمهور جمهوری گرند کلمبیا (۱۸۱۹–۱۸۳۱)

### معاونان رئیس‌جمهور دپارتمان‌ها
در زمان تأسیس گرند کلمبیا، کنگره کشور را به سه دپارتمان تقسیم کرد و «معاون رئیس‌جمهوری» برای هر یک از آن دپارتمان‌ها در نظر گرفته شد. این معاونان رئیس‌جمهور حکمران دپارتمان خود بودند، دپارتمان‌های مختلف روسای جمهور جداگانه نداشتند:
- فرانسیسکو د پاولا سانتاندر، معاون رئیس‌جمهور دپارتمان کوندینامارکا بود.
- خوان خرمن روستیو، معاون رئیس‌جمهور دپارتمان ونزوئلا بود.
- دفتر خالی، معاون رئیس‌جمهور دپارتمان کیتو بود.

دفتر معاونت ریاست جمهوری کیتو به خاطر اینکه این منطقه هنوز تحت سلطه اسپانیا بود خالی گذاشته شد، اما بعد از اینکه کیتو آزاد شد، کماکان این دفتر خالی ماند.

### معاونان رئیس‌جمهور
| # | تصویر                          | نام                              | از                   | تاریخ تحویل گرفتن دفتر | تاریخ ترک کردن دفتر | حزب | رئیس‌ جمهور(ان)  | منابع |
| - | ------------------------------ | -------------------------------- | -------------------- | ---------------------- | ------------------- | --- | --------------- | ----- |
| 1 | Francisco Antonio Zea          | فرانسیسکو آنتونیو زی دیاز        | بخش انتیوکیا         | ۱۷ دسامبر ۱۸۱۹         | ۲۱ مارس ۱۸۲۰        |     | سیمون بولیوار   | [ ۴ ] |
| 2 | Juan Germán Roscio             | خوان خرمن روستیو                 | گوآریکو              | ۲۱ مارس ۱۸۲۰           | ۴ آوریل ۱۸۲۱        |     | سیمون بولیوار   | [ ۵ ] |
| 3 | Antonio Nariño                 | آنتونیو نارینو آلوارز            | بوگوتا               | ۴ آوریل ۱۸۲۱           | ۶ ژوئن ۱۸۲۱         |     | سیمون بولیوار   | [ ۶ ] |
| 4 | José María del Castillo y Rada | خوزه ماریا دل کاستیلو رادا       | بخش بولیوار، کلمبیا  | ۶ ژوئن ۱۸۲۱            | ۳ اکتبر ۱۸۲۱        |     | سیمون بولیوار   | [ ۷ ] |
| 5 | Francisco de Paula Santander   | فرانسیسکو د پاولا سانتاندر       | بخش نورته د سانتاندر | ۳ اکتبر ۱۸۲۱           | ۱۹ سپتامبر ۱۸۲۷     |     | سیمون بولیوار   | [ ۸ ] |
|   |                                | تعلیق شد                         |                      | ۱۹ سپتامبر ۱۸۲۷        | ۳ مه ۱۸۳۰           |     |                 |       |
| 6 | Domingo Caycedo                | دومینگو کایکدو سانز د سانتاماریا | بوگوتا               | ۳ مه ۱۸۳۰              | ۲۱ نوامبر ۱۸۳۱      |     | خواکین موسکوئرا | [ ۹ ] |

## معاونان رئیس‌جمهور جمهوری گرانادای جدید (۱۸۳۱–۱۸۵۸)
| # | تصویر                   | نام                               | از                 | تاریخ تحویل گرفتن دفتر | تاریخ ترک کردن دفتر | حزب            | رئیس‌ جمهور(ان)                                       | منابع  |
| - | ----------------------- | --------------------------------- | ------------------ | ---------------------- | ------------------- | -------------- | ---------------------------------------------------- | ------ |
| 1 | José María Obando       | خوزه ماریا اوباندو دل کامپو       | بخش کائوکا         | ۲۱ نوامبر ۱۸۳۱         | ۱۰ مارس ۱۸۳۲        | اکسالتد لیبرال | دومینگو د کایکدو سانز د سانتاماریا                   | [ ۱۰ ] |
| 2 | José Ignacio de Márquez | خوزه ایگناسیو د مارکوئز بارتو     | بخش بویاکا         | ۱۰ مارس ۱۸۳۲           | ۱۲ مه ۱۸۳۳          |                | فرانسیسکو د پاولا سانتاندر                           | [ ۱۱ ] |
| 3 | Joaquín Mosquera        | خواکین ماریانو د موسکوئرا آربولدا | بخش کائوکا         | ۱۲ مه ۱۸۳۳             | ۱ آوریل ۱۸۳۵        |                | فرنسیسکو د پاولا سانتاندر                            | [ ۱۲ ] |
| 4 | José Ignacio de Márquez | خوزه ایگناسیو د مارکوئز بارتو     | بخش بویاکا         | ۱ آوریل ۱۸۳۵           | ۱ آوریل ۱۸۳۷        |                | فرنسیسکو د پاولا سانتاندر                            | [ ۱۱ ] |
| 5 | Domingo Caycedo         | دومینگو کایکدو سانز د سانتاماریا  | بوگوتا             | ۱ آوریل ۱۸۳۷           | ۱ آوریل ۱۸۴۳        |                | Márquez Barreto/ Herrán Martínez                     | [ ۹ ]  |
| 6 |                         | خواکین خوزه گوری آلوارز د کاسترو  | کارتاخنا، کلمبیا   | ۱ آوریل ۱۸۴۳           | ۱ آوریل ۱۸۴۵        |                | پدرو آلکانتارا هران                                  |        |
| 7 | Rufino Cuervo Barreto   | روفینو کوئروو بارتو               | بخش کوندینامارکا   | ۱ آوریل ۱۸۴۵           | ۱ آوریل ۱۸۵۱        |                | توماس سیپریانو د موسکوئرا آربولدا/ خوزه هیلاریو لوپز | [ ۱۳ ] |
| 8 | José de Obaldía         | خوزه د اوبالدیا اوریولا           | استان وراگواس      | ۱ آوریل ۱۸۵۱           | ۱ آوریل ۱۸۵۵        | جمهوری‌خواه     | خوزه هیلاریو لوپز/ خوزه ماریا اوباندو                | [ ۱۴ ] |
| 9 | Manuel María Mallarino  | مانوئل ماریا مالارینو ایبارگوئن   | بخش بایه دل کائوکا | ۱ آوریل ۱۸۵۵           | ۱ آوریل ۱۸۵۷        |                | خوزه د اوبالدیا اوریولا                              | [ ۱۵ ] |
|   |                         | لغو شد                            |                    | ۱ آوریل ۱۸۵۷           | ۴ اوت ۱۸۸۶          |                |                                                      |        |

## معاونان رئیس‌جمهور کنفدراسیون گراندین (۱۸۵۸–۱۸۶۳)
لغو شد

## معاونان رئیس‌جمهور ایالات متحده کلمبیا (۱۸۶۳–۱۸۸۶)
لغو شد

## معاونان رئیس‌جمهور جمهوری کلمبیا (۱۸۸۶ تا کنون)
محافظه کار
      لیبرال
      اول کلمبیا
      حزب اجتماعی وحدت ملی
| #  | تصویر                        | نام                          | از                   | تاریخ تحویل گرفتن دفتر | تاریخ ترک کردن دفتر | حزب                      | رئیس‌ جمهور(ان)                              | منابع  |
| -- | ---------------------------- | ---------------------------- | -------------------- | ---------------------- | ------------------- | ------------------------ | ------------------------------------------- | ------ |
|    |                              | خالی                         |                      | ۴ اوت ۱۸۸۶             | ۶ ژانویه ۱۸۸۷       |                          | خوزه ماریا کامپو سرانو الیسیو پایان هورتادو |        |
| 1  | Eliseo Payán                 | الیسیو پایان هورتادو         | بخش بایه دل کائوکا   | ۱۳ دسامبر ۱۸۸۷         | ۸ فوریه ۱۸۸۸        | حزب محافظه‌کار کلمبیا     | رافائل نونز مولدو                           | [ ۱۶ ] |
|    |                              | خالی                         |                      | ۸ فوریه ۱۸۸۸           | ۷ اوت ۱۸۹۲          |                          | رافائل نونز مولدو                           |        |
| 2  | Miguel Antonio Caro          | میگوئل آنتونیو کارو توبار    | بوگوتا               | ۷ اوت ۱۸۹۲             | ۱۸ سپتامبر ۱۸۹۴[b]  | حزب محافظه‌کار کلمبیا     | رافائل نونز مولدو[b]                        | [ ۱۷ ] |
|    |                              | خالی                         |                      | ۱۸ سپتامبر ۱۸۹۴        | ۷ اوت ۱۸۹۸          |                          | میگوئل آنتونیو کارو[b]                      |        |
| 3  | José Manuel Marroquín        | خوزه مانوئل ماروکوین ریکارته | بوگوتا               | ۷ اوت ۱۸۹۸             | ۳۱ ژوئیه ۱۹۰۰       | حزب محافظه‌کار کلمبیا     | مانوئل آنتونیو سانکلمنته                    | [ ۱۸ ] |
|    |                              | خالی                         |                      | ۳۱ ژوئیه ۱۹۰۰          | ۷ اوت ۱۹۰۴          |                          | خوزه مانوئل ماروکوئین                       |        |
| 4  | Ramón González Valencia      | رامون گونزالس والنسیا        | بخش نورته د سانتاندر | ۷ اوت ۱۹۰۴             | ۱۰ مارس ۱۹۰۵        | حزب محافظه‌کار کلمبیا     | رافائل ریس                                  |        |
|    |                              | لغو شد                       |                      | ۱۰ مارس ۱۹۰۵           | ۷ اوت ۱۹۹۴          |                          |                                             |        |
| 5  | Humberto De la Calle Lombana | همبرتو دلا کاله لومبانا      | بخش کالداس           | ۷ اوت ۱۹۹۴             | ۱۰ سپتامبر ۱۹۹۶     | حزب لیبرال کلمبیا        | ارنستو سمپر                                 |        |
|    |                              | خالی                         |                      | ۱۰ سپتامبر ۱۹۹۶        | ۱۹ سپتامبر ۱۹۹۶     |                          | ارنستو سمپر                                 |        |
| 6  | Carlos Lemos Simmonds        | کارلوس لموس سیموندز          | بخش کائوکا           | ۱۹ سپتامبر ۱۹۹۶        | ۷ اوت ۱۹۹۸          | حزب لیبرال کلمبیا        | ارنستو سمپر                                 | [ ۱۹ ] |
| 7  | Gustavo Adolfo Bell          | گوستاوو آدولفو بل لموس       | بخش آتلانتیکو        | ۷ اوت ۱۹۹۸             | ۷ اوت ۲۰۰۲          | حزب محافظه‌کار کلمبیا     | آندریاس پاسترانا آرانگو                     |        |
| 8  | Francisco Santos Calderón    | فرانسیسکو سانتوس کالدرون     | بوگوتا               | ۷ اوت ۲۰۰۲             | ۷ اوت ۲۰۱۰          | اول کلمبیا               | الوارو اوریبه                               | [ ۲۰ ] |
| 9  | Angelino Garzón              | آنجلینو گارزون               | بخش بایه دل کائوکا   | ۷ اوت ۲۰۱۰             | ۷ اوت ۲۰۱۴          | حزب اجتماعی وحدت ملی     | خوان مانوئل سانتوس                          | [ ۲۰ ] |
| 10 | Germán Lleras                | خرمن وارگاس لیراس            | بوگوتا               | ۷ اوت ۲۰۱۴             | ۲۱ مارس ۲۰۱۷        | حزب اجتماعی وحدت ملی     | خوان مانوئل سانتوس                          |        |
|    |                              | خالی                         |                      | ۲۱ مارس ۲۰۱۷           | ۲۹ مارس ۲۰۱۷        |                          | خوان مانوئل سانتوس                          |        |
| 11 | Oscar Naranjo                | اوسکار نارانجو               | بوگوتا               | ۲۹ مارس ۲۰۱۷           | ۷ اوت ۲۰۱۸          | کنشگر سیاسی مستقل        | خوان مانوئل سانتوس                          |        |
| 12 | Oscar Naranjo                | مارتا لوسیا رامیرس           | بوگوتا               | ۷ اوت ۲۰۱۸             | ۷ اوت ۲۰۲۲          | مرکز دموکراتیک           | ایوان دوکه مارکز                            |        |
| 13 | \| \|                        | فرانسیا مارکز                | بخش کائوکا           | ۷ اوت ۲۰۲۲             | تاکنون              | پیمان تاریخی برای کلمبیا | گوستاوو پترو                                |        |
|    |                              |                              |                      |                        |                     |                          |                                             |        |

## معاونان رئیس‌جمهور سابق که در قید حیات هستند
تا سپتامبر {{، شش معاون رئیس جمهور سابق زنده هستند.
- همبرتو دلا کاله لومبانا
(۱۹۹۴–۱۹۹۷)
۱۴ ژوئیهٔ ۱۹۴۶ ‏(۷۸ سال)
- گوستاوو آدولفو بل لموس
(۱۹۹۸–۲۰۰۲)
۱ فوریهٔ ۱۹۵۷ ‏(۶۸ سال)
- فرانسیسکو سانتوس کالدرون
(۲۰۰۲–۲۰۱۰)
۱۴ اوت ۱۹۶۱ ‏(۶۳ سال)
- آنجلینو گارزون
(۲۰۱۰–۲۰۱۴)
۲۹ اکتبر ۱۹۴۶ ‏(۷۸ سال)
- خرمن وارگاس لیراس
(۲۰۱۴–۲۰۱۷)
۱۹ فوریهٔ ۱۹۶۲ ‏(۶۳ سال)
- اوسکار نارانجو
(۲۰۱۷–۲۰۱۸)
۲۲ دسامبر ۱۹۵۶ ‏(۶۸ سال)

آخرین مرگ معاون سابق رئیس‌جمهور، مرگ کارلوس لموس سیموندز (۱۹۹۷–۱۹۹۸) در ۳۰ ژوئیه ۲۰۰۳ بود. او ۶۹ ساله بود.